# Fosfatidilinozitol 3-fosfat
Fosfatidilinozitol 3-fosfat (PtdIns3P, PI3P) je fosfolipid prisutan u ćelijskim membranama koji pomaže u regrutovanja mnoštva proteina, mnogi od kojih učestvuju u razmeni proteina. On je produkt dejstva fosfatidilinozitol 3-kinaza (PI 3-kinaza) na fosfatidilinozitol.
PtdIns3P se defosforiliše posredstvom miotubularinske familije fosfataza, na D3 poziciji inozitolnog prstena, i može se konvertovati do  dejstvom lipidne kinaze .